# 山極圭司
山極 圭司（やまぎわ けいじ、1925年3月23日 - ）は、日本近代文学研究者。

## 人物・来歴
宮城県仙台市出身。旧制水戸高等学校卒、1949年東京大学文学部国文科卒。東京都立戸山高等学校教諭、白百合女子大学文学部教授。1996年定年。木下尚江を研究した。

## 著書
- 『木下尚江 一先覚者の闘いと悩み』理論社　1955
- 『昭和史記 黒い雲への道』中央公論事業出版 (製作) ペリカン書房、1973
- 『青春の戦史戦後史』史記社 1976
- 『評伝木下尚江』三省堂　1977
- 『ある都立高校の創世記』三省堂選書 1979
- 『人と人びと 戸山高校ノート』近代文芸社　1984
- 『徒然草を解く』吉川弘文館　1992
- 『青春三十年 旧制水戸高等学校物語 1920～1950』水戸高等学校同窓会 1999

### 編纂
- 『革命の序幕 木下尚江言論集』編　創造社　1955
- 『木下尚江全集』全20巻 教文館　1991－2003

## 論文
- <山極圭司